# Route européenne 584
Pour les articles homonymes, voir Route 584.
La route européenne 584 est une route reliant Poltava à Slobozia.